# Цветочный горшок

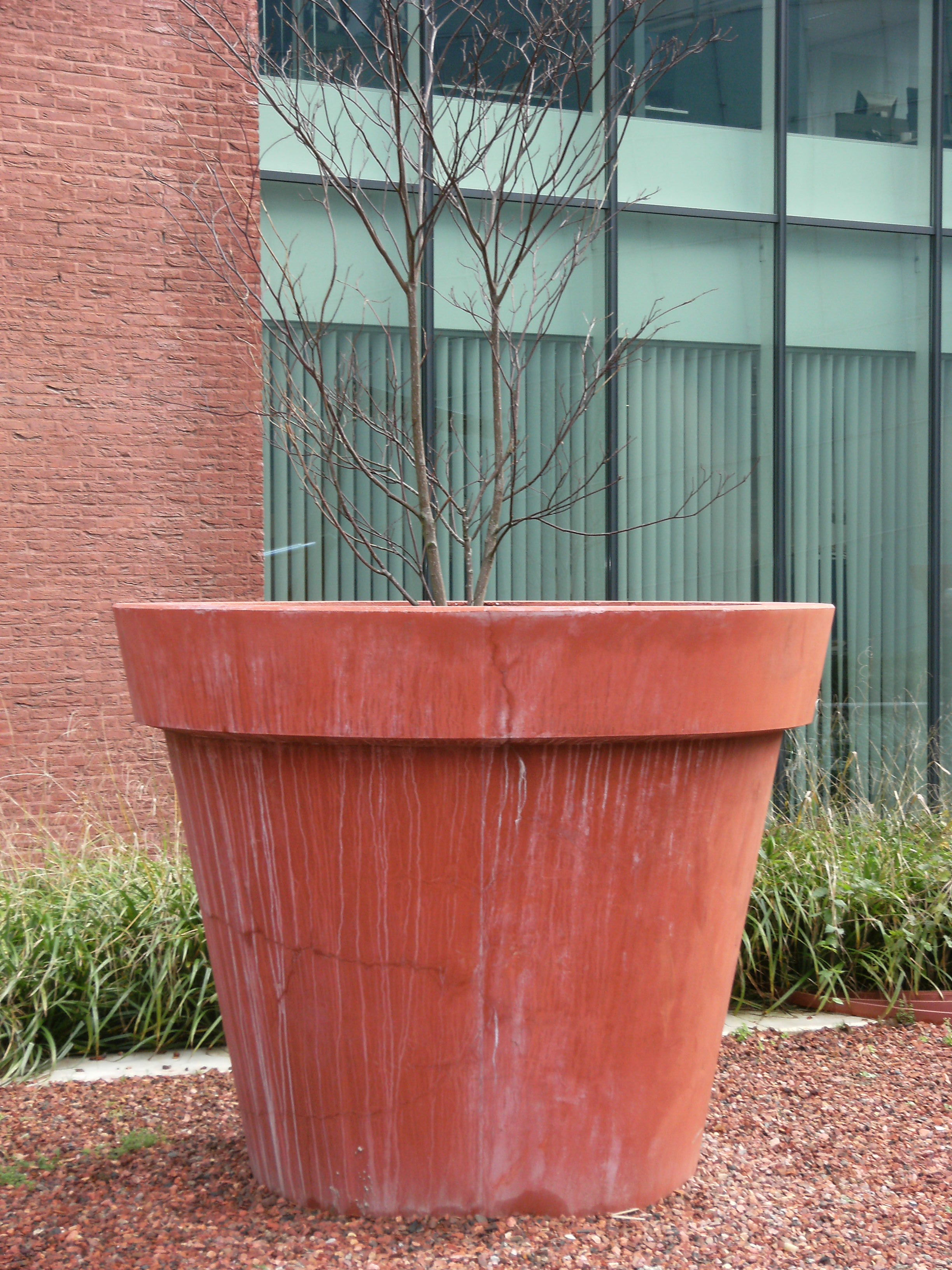

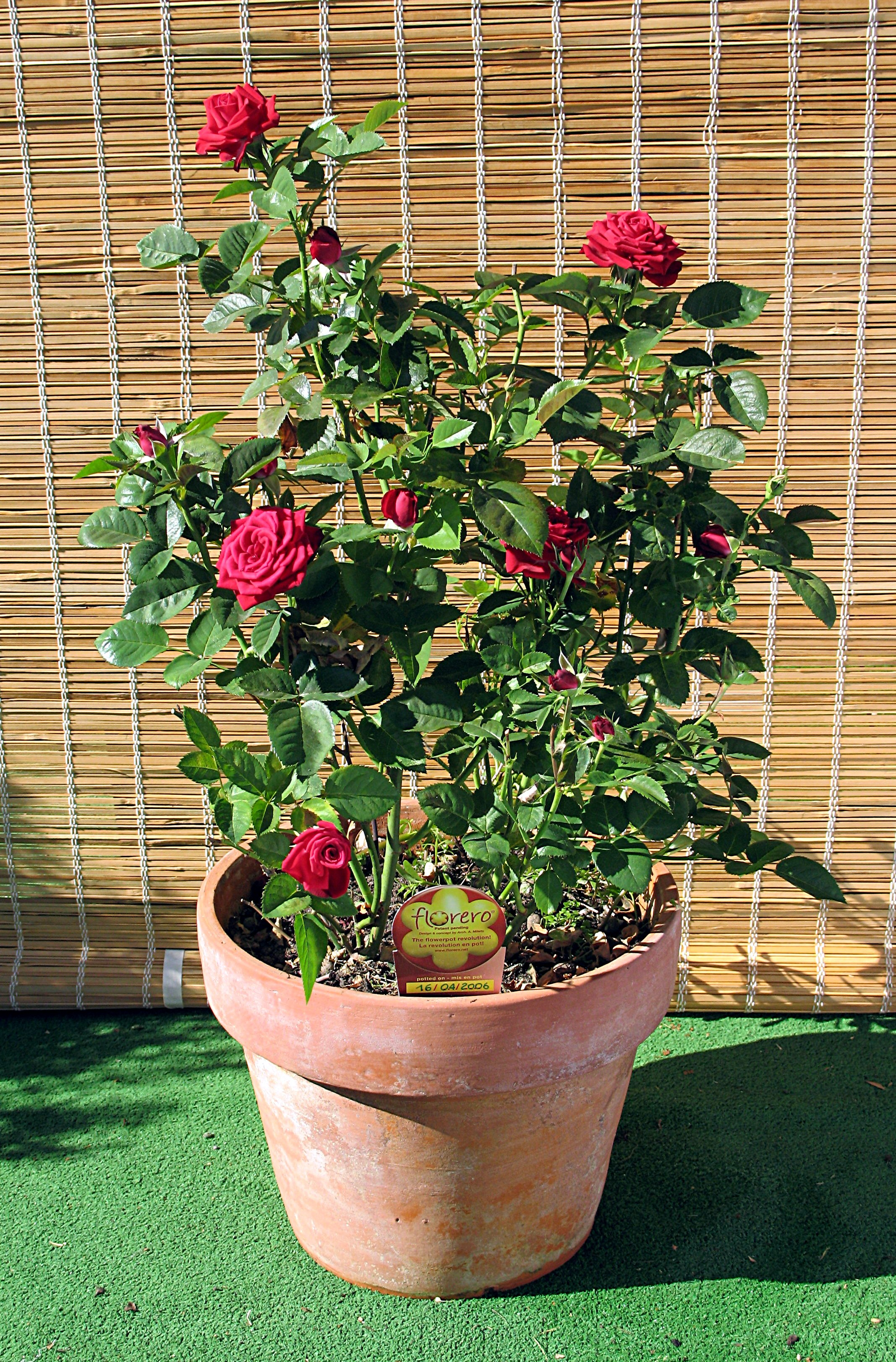
Розы Meillandine в терракотовом цветочном горшке

Цвето́чный горшо́к — это горшок для выращивания растений в искусственных (домашних) условиях, может иметь различные размеры и форму. В зависимости от материала изготовления горшки для цветов бывают: пластмассовые, керамические, металлические, глиняные, деревянные, стеклянные, каменные или поликарбонатные.
Цветочные горшки, в отличие от декоративных цветочных кашпо, имеют одно или несколько дренажных отверстий снизу, предназначенных для стока воды. Дренажные отверстия необходимы для того, чтобы корни растения не загнивали от избыточного переувлажнения. Отверстия для стока делают возможным также увлажнение почвы подливанием воды в поддон, так называемый нижний полив.
Цветочные горшки могут использоваться с различными целями: транспортировка растений, выращивание рассады, выращивание растений в помещении и на улице, в том числе выращивание в помещении теплолюбивых тропических растений в холодных климатических регионах.
Цветочные горшки используются на протяжении многих столетий. Древние египтяне использовали их для перевозки растений из одного места в другое. Древние римляне стали заносить растения в горшках в помещение в холодное время года. В XVIII веке цветочные горшки были использованы при перевозке семян хлебного дерева из Таити в Вест-Индию.